# Waterclime
Waterclime är ett enmansband av Andreas Hedlund (Vintersorg). Han skapade bandet 2005, som ett experiment och för att pröva på en annan musikstil. Musiken skiljer sig avsevärt från de andra projekt Vintersorg har gjort som varit mestadels influerade av black metal och folk metal. Waterclime kan definieras som progressiv rock/jazzrock, med egenartad stil. Han har givit ut två album.

## Medlemmar
- Andreas Hedlund (Vintersorg) – sång, gitarr, basgitarr, keyboard, mellotron, programmering

## Diskografi
Studioalbum
- 2006 – The Astral Factor
- 2007 – Imaginative